# Paul Anderson (regatista)
Paul Richard Anderson (Herne Bay, 26 de febrero de 1935-Tenterden, 7 de marzo de 2022) fue un deportista británico que compitió en vela en la clase 5.5 Metre. Participó en los Juegos Olímpicos de México 1968, obteniendo una medalla de bronce en la clase 5.5 Metre.

## Palmarés internacional
| Juegos Olímpicos | Juegos Olímpicos          | Juegos Olímpicos  | Juegos Olímpicos |
| Año              | Lugar                     | Medalla           | Clase            |
| ---------------- | ------------------------- | ----------------- | ---------------- |
| 1968             | Ciudad de México (México) | Medalla de bronce | 5.5 Metre        |